# Barbara Regulska-Ingielewicz
Barbara Regulska-Ingielewicz (ur. 1985 w Warszawie) – polska badacz i wykładowca akademicki, specjalizująca się w tematyce ochrony środowiska, polityki klimatycznej Stanów Zjednoczonych oraz biznesu i handlu międzynarodowego, szczególnie Stanów Zjednoczonych. 

## Życiorys
Adiunkt w Katedrze Studiów Globalnych i Regionalnych Wydziału Nauk Politycznych i Stosunków Międzynarodowych Uniwersytetu Warszawskiego. 
Absolwentka Europeistyki (Dyplomacja i Jednolity Rynek Europejski) na WDiNP UW (2009) oraz Studiów Podypolomowych Handlu Zagranicznego na SGH (2010).
W 2016 roku, obroniła pracę doktorską pt. "Polityka proeksportowa Stanów Zjednoczonych Ameryki: rola szczebla federalnego i stanowego" pod kierownictwem naukowym prof. Edwarda Haliżaka.  

## Wybrane publikacje
- "Polityka handlowa Stanów Zjednoczonych w regionie Indo-Pacyfiku w latach 2010-2018", 2020
- "Rola szczebla federalnego i stanowego w kształtowaniu amerykańskiej polityki handlowej po 2010 roku"
- "Mocarstwowość ekonomiczna Wielkiej Brytanii. Rola londyńskiego City w budowaniu przestrzeni geoekonomicznej" w: Stosunki Międzynarodowe nr 4(54)/2018, s.85-104[3][4]
- "Stany Zjednoczone w międzynarodowym systemie handlowym: między ideą wolnego rynku a ekonomicznym nacjonalizmem", 2018
- "Tendencje i procesy rozwojowe współczesnych stosunków międzynarodowych", 2016
- "Region Azji i Pacyfiku w latach 1985-2015", 2016[5]